# Inhul
Der Inhul (ukrainisch Інгул; russisch Ингул Ingul) ist ein etwa 354 km langer, linker Nebenfluss des Südlichen Bug. 

## Flusslauf
Der Inhul entspringt bei Browkowe nördlich nahe Kropywnyzkyj, fließt in südsüdwestlicher Richtung und mündet in einer Schleife bei Mykolajiw. An seinem linken Ufer befindet sich die älteste der drei in Mykolajiw bestehenden Werften, die Werft 61 Kommunara. Schon zu Zeiten der osmanischen Oberhoheit wurden an dieser Stelle Schiffe gebaut.
An Nebenflüssen sind drei erwähnenswert: Der Beresiwka (74 km lang), der Hromoklija (102 km lang) und der Suhoklija (58 km lang).